# Mari Rantanen
Aino-Marja (Mari) Rantanen, född 4 mars 1956 i Esbo i Finland, är en finländsk målare och professor.
Mari Rantanen utbildade sig på Finska konstföreningens ritskola i Helsingfors 1975–1979 och vid Pratt Institute i New York i USA 1982–1983. Hon hade sina första separatutställningar på Niemelägården i Heinola 1979 och på Målarförbundet i Helsingfors 1981. Hon bodde och arbetade i New York 1985–1996, varefter hon flyttade till Stockholm och var professor vid Kungliga Konsthögskolan 1996–2005.
Hon fick priset Årets unga konstnär 1989. 

## Offentliga verk i urval
- Mot ljus, målning, 1999, Luleå tekniska högskola
- The Argument, 2013, Kvinnokliniken på Östra sjukhuset i Göteborg[3]
- Sommaräng, 2016, målade 60 x 60 centimeters metallplattor, totalt 5 × 95 meter på de två plattformsväggarna, Ängskulla metrostation i Ängskulla i Esbo
- Odens trädgård, 2017, digitalt tryck och emalj på 5 × 12 meter stora glaspaneler samt träpanelerat golv, norra mellanplanet mot uppgång Vanadis på Pendeltågsstation Odenplan i Stockholm[4]